# Olga Alexandrowna Rukawischnikowa

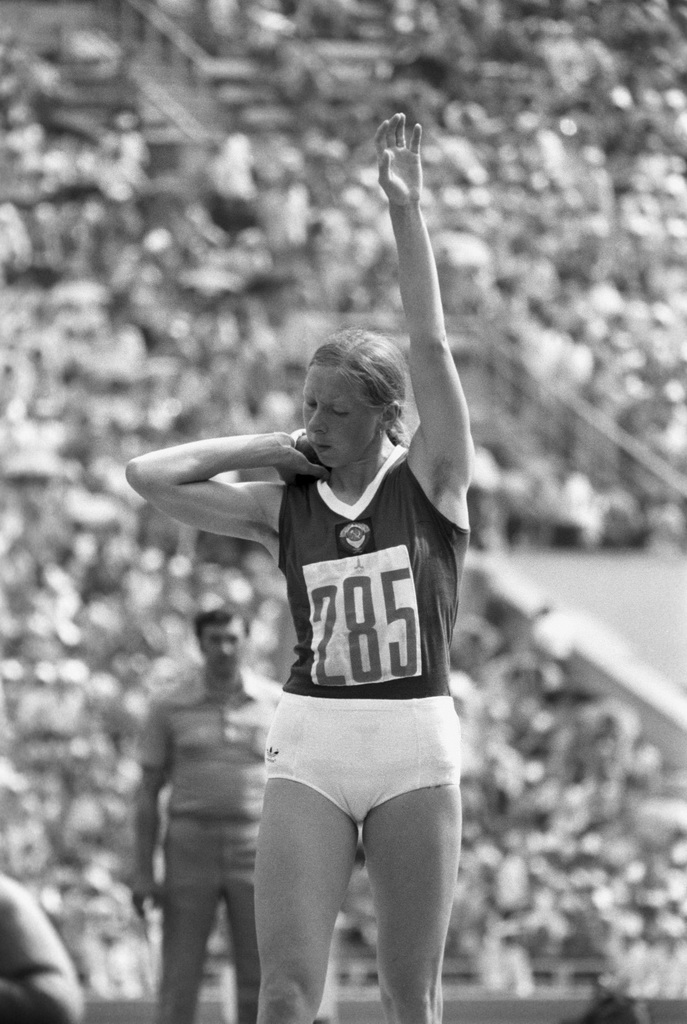
Olga Rukawischnikowa bei den Olympischen Spielen 1980

Olga Alexandrowna Rukawischnikowa (russisch Ольга Александровна Рукавишникова, engl. Transkription Olga Rukavishnikova; * 13. März 1955 in Molotowsk) ist eine ehemalige sowjetische Leichtathletin.
1975 gewann sie bei der Universiade Bronze im Fünfkampf. 1977 wurde sie sowjetische Meisterin im Weitsprung.
Bei der letzten olympischen Austragung des Frauen-Fünfkampfs 1980 in Moskau gewann sie mit ihrer persönlichen Bestleistung von 4937 Punkten Silber hinter Nadija Tkatschenko, die mit 5087 Punkten einen Weltrekord aufstellte.

## Persönliche Bestleistungen
- Weitsprung: 6,79 m, 24. Juli 1980, Moskau
- Fünfkampf: 4937 Punkte, 24. Juli 1980, Moskau
- Siebenkampf: 6008 Punkte, 28. Juni 1981, Kiew